# نبيل فقير
نبيل فقير هو لاعب كرة قدم فرنسي من أصل جزائري، ولد في مدينة ليون الفرنسية لأب وأم جزائريين هاجرا إلى فرنسا في عام 1992. يلعب في مركز الوسط المهاجم والهجوم ولد في يوم 18 يوليو 1993 في مدينة ليون في فرنسا، يلعب حالياً مع نادي الجزيرة الإماراتي وسبق له اللعب مع نادي ليون ونادي ريال بيتيس، بدأ اللعب مع منتخب فرنسا لكرة القدم في 2015 ويبلغ طوله 173 سم. قبل موسم 2018-2017 أصبح فقير قائد فريق أولمبيك ليون و ذلك بعد انتقال كلا من لاكازيت ، غونالونز و توليسو إلى أندية أخرى.

## روابط خارجية
- نبيل فقير على موقع الاتحاد الأوربي (الإنجليزية)
- نبيل فقير على موقع إي إس بي إن إف سي (الإنجليزية)
- نبيل فقير على موقع قاعدة بيانات كرة القدم.إي يو (الإنجليزية)
- نبيل فقير على موقع ليكيب (الفرنسية)
- نبيل فقير على موقع ناشيونال فوتبول تيمز (الإنجليزية)
- نبيل فقير على موقع Soccerbase.com (لاعب) (الإنجليزية)
- نبيل فقير على موقع Soccerway.com (الإنجليزية)
- نبيل فقير على موقع عالم كرة القدم.نت (الإنجليزية)
- نبيل فقير على موقع كووورة
- نبيل فقير على موقع AS.com (الإسبانية)